# Bremer Vulkan CMPC-Schiffe
Die Bremer Vulkan CMPC-Schiffe waren Mehrzweck-Containerschiffen der Werft Bremer Vulkan. Das Kürzel stand für Container Multi Purpose Carrier (deutsch etwa Container-Mehrzweckfrachtschiff). Das Bauprogramm umfasste verschieden große Entwürfe, die nach der Containerstellplatzkapazität der jeweiligen Schiffstypen gegliedert waren.

## Einzelheiten
Nachdem der Bremer Vulkan bis in die 1970er Jahre über ein gut gefülltes Orderbuch verfügte, ging die Zahl der Aufträge mit dem Ende des Großtankerbaus zum Ende des Jahrzehnts stark zurück und bis Anfang der 1980er Jahre geriet auch der Bremer Vulkan in die Werftenkrise. Die Werft orientierte sich daraufhin auf ein früher starkes Marktsegment, den Containerschiffsbau. Anfang der 1980er Jahre umfasste das Bauprogramm der Werft unter anderem sieben Mehrzweck-Containerschiffsentwürfe verschiedener Größen, die CMPC-Schiffe.
Die Gruppe der CMPC-Schiffe umfasst mehrere Bauvarianten, deren Zusammengehörigkeit im Wesentlichen durch das gemeinsame Grundkonzept bestimmt wird. Alle Schiffe waren wahlweise für den Containertransport oder den Stückguttransport, teilweise auch für den Schwerguttransport eingerichtet und verfügten über mehrere Kräne für den Lade- und Löschbetrieb mit eigenem Ladegeschirr. Die Laderäume konnten mit Cellguides oder wegnehmbaren Zwischendecks bestückt werden. Das Äußere der einzelnen Versionen wich dagegen schon aufgrund der Größenunterschiede zum Teil stark voneinander ab und lässt sich wie folgt unterscheiden:
- CMPC 500 – ein Containerschiffstyp für 500 TEU mit ganz achtern angeordnetem Deckshaus und zwei Kränen. Dieser Entwurf ging ursprünglich auf einen Bauauftrag der Hamburger Reederei Horst Bartels bei der Schiffswerft Ernst Menzer zurück. Die Menzer-Werft in Geesthacht entwickelte den Typ in Zusammenarbeit mit dem Hamburger Schiffbaubüro Naval Consult und ging im Juli 1982 noch vor Baubeginn des Schiffes in Konkurs. Der Bremer Vulkan übernahm den Auftrag am 11. Oktober 1982 und begann am 11. Januar 1983 mit dem Bau des Neustadt genannten Schiffes.
- CMPC 650 – ein Containerschiffstyp für 650 TEU mit ganz achtern angeordnetem Deckshaus und zwei Kränen.
- CMPC 1150 – ein Containerschiffstyp für 1150 TEU mit achtern angeordnetem Deckshaus und drei Kränen (einer davon an der Rückseite des Deckshauses und der mittlere als Gemini-Kran).
- CMPC 1300 – eine verlängerte Variante des Typs CMPC 1150 für 1300 TEU mit achtern angeordnetem Deckshaus und drei Kränen (einer davon an der Rückseite des Deckshauses und der mittlere als Gemini-Kran).
- CMPC 1400 – ein Containerschiffstyp für 1400 TEU mit dreiviertel achtern angeordnetem Deckshaus und drei Kränen (einer davon an der Rückseite des Deckshauses).
- CMPC 1600 – ein Containerschiffstyp für 1600 TEU mit dreiviertel achtern angeordnetem Deckshaus und drei Kränen (einer davon an der Rückseite des Deckshauses).
- CMPC 1800 – ein Containerschiffstyp für 1800 TEU mit dreiviertel achtern angeordnetem Deckshaus und drei Kränen (einer davon an der Rückseite des Deckshauses).

Mitte der 1980er Jahre entwickelte der Vulkan auf der Basis der entsprechenden CMPC-Typen die weitaus erfolgreicheren reinen Containerschiffstypen des Econprogress-Programms (siehe Econprogress BV 1000 und Econprogress BV 16/1800).

## Bauliste (Auswahl)
| CMPC-Mehrzweck-Containerschiffe | CMPC-Mehrzweck-Containerschiffe | CMPC-Mehrzweck-Containerschiffe | CMPC-Mehrzweck-Containerschiffe | CMPC-Mehrzweck-Containerschiffe     | CMPC-Mehrzweck-Containerschiffe                        | CMPC-Mehrzweck-Containerschiffe |
| Bauname                         | Typ                             | Bau- nummer                     | IMO- Nummer                     | Stapellauf Ablieferung              | Auftraggeber                                           | Umbenennungen und Verbleib |
| ------------------------------- | ------------------------------- | ------------------------------- | ------------------------------- | ----------------------------------- | ------------------------------------------------------ | --- |
| Neustadt                        | CMPC 500                        | 35                              | 8222977                         | 10. Mai 1983 28. Juni 1983          | Reederei Horst Bartels, Hamburg                        | 1983 Concorde Wave, 1984 Neustadt, 1985 Americas Condor, 1986 Neustadt, 1987 Norasia Attica, 1989 Atlantic Island, 1990 EWL Paramaribo, 1992 Norasia Melita, 1992 Atlantic Island, 2004 Sainte Baume, 2006 Bay Mas, 2006 Kedung Mas                                                                               |
| Merkur Sea                      | CMPC 1150                       | 34                              | 8310906                         | 1984                                | F. A. Vinnen, Bremen                                   | 1986 Ville D´Uranus, 1987 Dutch Senator, 1989 Merkur Sea, 1989 Nedlloyd Himalaya, 1990 CMB Merkur, 1991 Merkur Sea, 1993 City Of Glasgow, 1997 CSAV Ranco, 1998 Merkur Sea, 1999 MSC Santiago, 2000 Merkur Sea, 2007 Kota Abadi, am 28. Dezember 2011 zur Verschrottung in Alang eingetroffen                     |
| Heicon                          | CMPC 1150                       | 1038                            | 8303147                         | 1984                                | Reederei Janssen, Elsfleth                             | 1988 Euro Texas, 1989 Belgian Senator, 1990 Red Sea Energy, 1991 Calapadria, 1993 CGM Iguacu, 1994 Heicon, 1994 CSAV Rubens, 1995 Heicon, 1995 CSAV Rauten, 1996 Heicon, 1997 Sea Victory, 1997 Heicon, 1999 MSC Patagonia, 2001 Heicon, 2001 MSC Patagonia, 2004 Lykes Osprey, 2006 Pacific Osprey               |
| Marcon                          | CMPC 1150                       | 1039                            | 8303159                         | 1984                                | Reederei Janssen, Elsfleth                             | 1987 German Senator, 1989 Nedlloyd Hong Kong, 1993 Nedlloyd Santiago, 1994 Marcon, 2004 New Hope Star, 2005 Golden Bridge, ab 17. März 2009 in Alang abgebrochen |
| Arkona                          | CMPC 1300                       | -                               | 8412388                         | - Mai 1985                          | Peter Döhle, Hamburg                                   | 1988 Red Sea Excellence, 1989 Lyme Bay, 1990 CMB Merzario, 1992 CGM La Perouse, 1993 Kaduna, 1993 Arkon,l 1995 CGM Colbert, 1995 Arkona, 1997 MSC Nicole, 1998 MSC Argentina, 1999 Arkona, 2000 Ghana Star, 2002 Mamitsa, 2006 Msc Borneo, 2010 Sino North, am 14. Oktober 2011 zum Abbruch in Alang eingetroffen |
| Merkur Island                   | CMPC 1300                       | 79                              | 8506361                         | 30. September 1985 21. Februar 1986 | Partenreederei MS „Merkur Island“ F. A. Vinnen, Bremen | 1986 Colombo, 1988 Merkur Island, 1989 Nedlloyd Mauritius, 1995 Merkur Island, 1996 Empress, 19 MSC Lima, 1998 MSC Brasil, 1999 Merkur Island, 1999 zum Viehtransporter Al Shuwaikh umgebaut |
| Daten: Equasis, grosstonnage    |                                 |                                 |                                 |                                     |                                                        | |